# 驿前镇
驿前镇，是中华人民共和国江西省抚州市广昌县下辖的一个乡镇级行政单位。2019年被评为中国文化百强镇。驿前镇姚西村因盛产白莲而被称为“莲花第一村”。

## 行政区划
驿前镇下辖以下地区：
驿前社区、驿前村、姚西村、南坊村、桐斜村、横路村、下王村、河东村、田西村、坪背村、船坳村、苦竹村、庄下村、麻坑村、贯桥村、中寺村、赤岭村、招禾村和石岌村。

## 中国历史文化名镇
驿前镇为中国历史文化名镇。

## 中国传统村落
2012年，驿前村被评为首批“中国传统村落”。